# Xã Bengal, Michigan
Xã Bengal (tiếng Anh: Bengal Township) là một xã thuộc quận Clinton, tiểu bang Michigan, Hoa Kỳ. Năm 2010, dân số của xã này là 1.188 người.